# Нижнетоемский сельсовет
Нижнетоемский сельсовет — сельсовет в Верхнетоемском районе Архангельской области.

## История
Нижнетоемский сельсовет был сформирован, наряду с другими четырнадцатью сельсоветами Верхнетоемского района, в апреле 1924 года и занимал территорию бывшей Нижнетоемской волости бывшего Сольвычегодского уезда Северо-Двинской губернии РСФСР. Административный центр сельсовета находился в селе Бурцевская, на слиянии рек Нижняя Тойма и Северная Двина.
Этнограф Юрий Арбат, изучавший народное искусство Архангельской области в 1960-х годах, так описал это место:

Нижняя Тойма — это тоже не село, а, как и Мокрая Едома и Дракованова Кулига, — группа деревень, объединённых общим названием. Если стоять у речки Нижней Тоймы спиной к Северной Двине — справа прибрежный посёлок Стрелка, прямо на мысу, образуемом двумя реками. Ещё правее кирпичное здание школы-интерната и столовой сельпо, а за ним село Красная Гора. Поглубже Холм (Бурцевская), Загорье. На взгорье — Наволоцкая, а за ней центр сельского Совета — Вижница. Слева, на другом мысу Нижней Тоймы, — Городище. Видно, там в древние времена стояло укрепление, с двух сторон защищенное водой. Поглубже — Нижний Ручей, названный так по протоке Северной Двины, затем тесно слившиеся Абакумовская, Первая и Вторая Жерлыгинские. Одиннадцать этих деревень и составляют Нижнюю Тойму.
В Нижней Тойме был центр традиционного ремесла — росписи по дереву, выделенной в отдельную специалистами Загорского музея лишь в 1959 году. Нижнетоемскую роспись сравнивают с Борецкой и Пермогорской, а также — с Шенкурской росписью. Отличительной особенностью нижнетоемской прялки являлась ярко раскрашенная токарная ножка, а на обратной стороне лопасти — зеркальце для пряхи.
В 1992 году Нижнетоемский сельсовет как орган местного самоуправления был преобразован в сельскую администрацию. В 2006 году согласно Постановлению правительства Архангельской области от 2004 года территория Нижнетоемской сельской администрации вошла в состав муниципального образования (сельского поселения) Афанасьевского. В администрации сельского поселения имелся Отдел по управлению территорией Нижнетоемского сельского совета.
Состав сельсовета в 1939 году:
- деревня Аввакумовская
- деревня Большая Панфиловская
- конец Бор
- деревня Бурцевская
- деревня Георгиевская
- деревня Жерлыгинская 1-я
- деревня Жерлыгинская 2-я
- деревня Ивано-Осиевская
- деревня Красногорская
- деревня Лукинская
- деревня Малая Панфиловская
- завод Метил
- деревня Митроницкая
- деревня Наволоцкая
- деревня Нижний Ручей
- лесобаза Нюхмиж
- майдан Обарза
- майдан Пазуха
- деревня Степановская
- деревня Тенитиловская
- деревня Часовенская
- майдан Шадрова
- лесобаза Шошельцы

## Населённые пункты
- д. Аввакумовская
- д. Большая Панфиловская
- д. Борисовская
- д. Борисовская 2-я
- д. Борисовская 3-я
- д. Боровина
- д. Бурцевская (адм. центр)
- д. Георгиевская
- д. Ивано-Осиевская
- д. Каменный Нос
- д. Красногорская
- д. Митронинская
- д. Наволоцкая
- д. Нижний Ручей
- п. Сплавной
- д. Степановская
- д. Узлиха
- д. Часовенская